# Kupferspiegelente

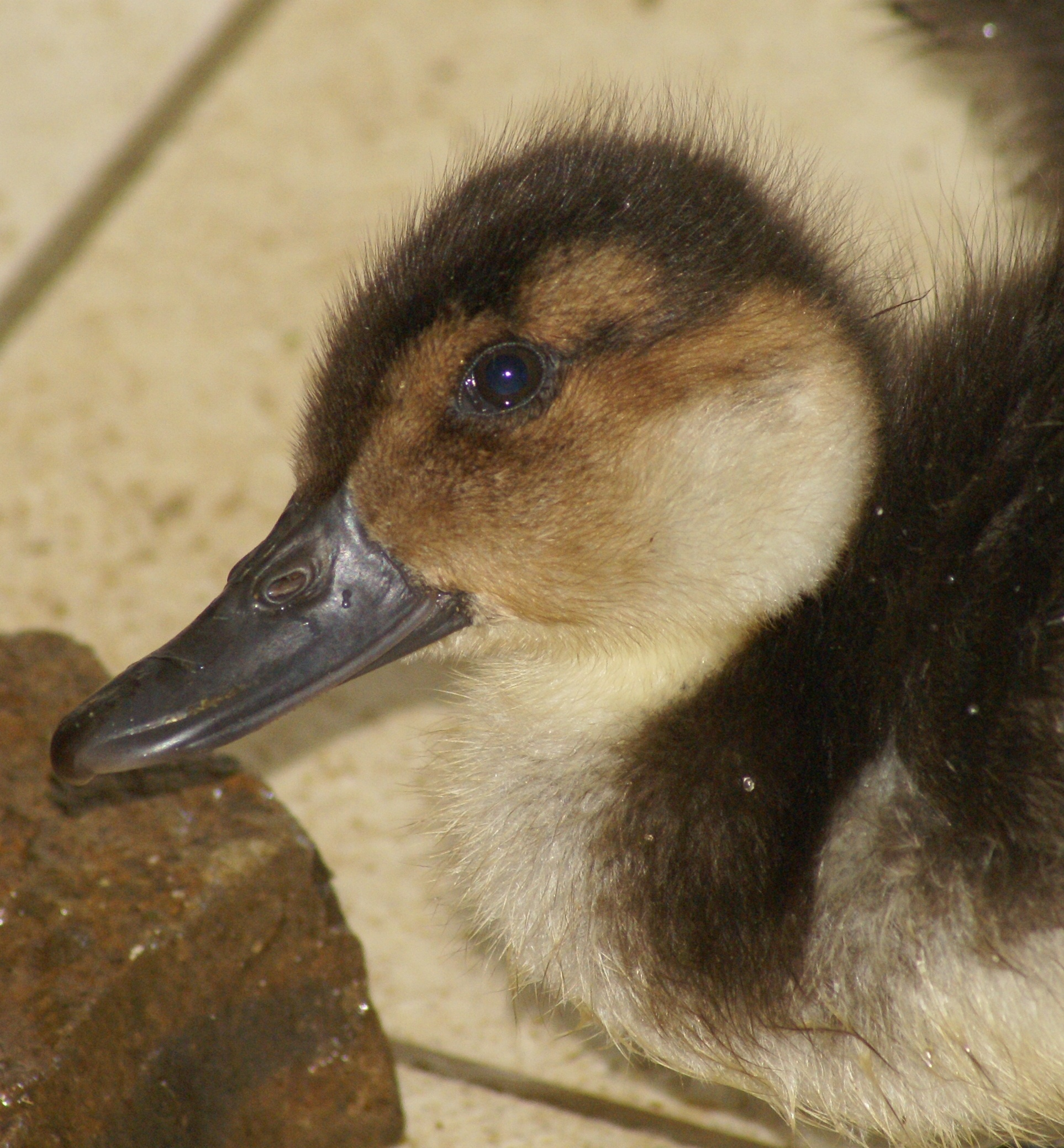
Juvenile Kupferspiegelente im Tiergarten Bernburg

Die Kupferspiegelente (Speculanas specularis) ist eine Vogelart aus der Familie der Entenvögel in der monotypischen Gattung Speculanas. Die Verbreitung der Kupferspiegelente ist auf den Süden Südamerikas begrenzt. Ihren Namen verdankt sie dem auffälligen kupferfarbenen Flügelspiegel. Der weltweite Bestand wird auf nur 6000 bis 7000 Individuen geschätzt.

## Erscheinungsbild
Das Männchen der Kupferspiegelente trägt ein Ganzjahreskleid. Kopf und Hals sind dunkelbraun. Vor dem Auge und an der Kehle befindet sich jeweils ein auffälliger weißer Fleck. Der Kehlfleck dehnt sich bis auf die Halsseiten aus, so dass er fast einen Halbkreis bildet. Das Rückengefieder ist schwarzbraun bis schwärzlich und weist je Feder einen helleren Saum auf. Brust und Körperunterseite sind hellbraun und dunkelbraun gestrichelt oder gepunktet. Auf den hellbraunen Flanken sind größere dunkelbraune bis schwärzliche Flecken. Der Schwanz ist dunkelbraun und die Schwingen sind dunkelbraun bis schwarzviolett. Die Flügel weisen einen auffallenden bronzefarbenen Spiegel auf, der an seinen Rändern jeweils von einer dünnen schwarzen und weißen Linie begrenzt ist. Der Schnabel ist blaugrau. Die Beine und Füße sind orange bis dunkelgelblich. Die Iris ist braun.
Kupferspiegelenten weisen nur einen sehr geringen Geschlechtsdimorphismus auf. Beim Weibchen ist der weiße Gesichtsfleck eher rundlich, während er beim Männchen langgezogen ist. Die Färbung der Weibchen ist etwas dumpfer und sie sind kleiner. Jungvögel haben entweder überhaupt keine weißen Flecken im Gesicht und am Hals oder diese sind nur schwach ausgeprägt. Die Brust ist stärker als bei ausgefärbten Tieren gestrichelt. 
Bei in menschlicher Obhut gehaltenen Kupferspiegelenten setzt die Vollmauser mit dem Abwurf der Schwingenfedern ein, wenn die Jungvögel weitgehend flügge und selbstständig sind. Im Anschluss an die Schwingenmauser werden das Kleingefieder und die Steuerfedern vermausert. 
Die Rufe des Männchens sind leise wispernd. Die Laute des Weibchens sind dagegen laut und hart und erinnern an das Bellen eines kleinen Hundes.
Die Küken sind auf dem Kopf und am Rücken dunkel sepiabraun. Die Wangen sind gelblich, während das übrige Gesicht rotbraun ist. Die Kehle, die Brust und der Bauch sind grauweiß. Auf dem Rücken und an der Bürzelseite befindet sich jeweils ein kleiner grauweißer Fleck. Der Schnabel und die Beine sind dunkelgrau. Die Iris ist dunkelbraun.

## Verbreitung und Lebensraum
Das genaue Verbreitungsgebiet der Kupferspiegelente sowie ihre Überwinterungsgebiete sind nicht bekannt. Sie kommt im Westen Argentiniens und in Chile vor und besiedelt dort bevorzugt die Andenseen in mittleren bis unteren Höhenlagen. Diese Seen sind häufig sehr nahrungsarm, was zu den großen Revieren der Kupferspiegelente beitragen mag. Ihr Verbreitungsgebiet reicht im Süden Südamerikas bis nach Feuerland. Es handelt sich um einen Teilzieher, der im Winter niedrigere Höhenlagen aufsucht und teilweise nach Norden zieht. 
Die Kupferspiegelente lebt nach bisherigen Beobachtungen überwiegend paarweise beziehungsweise in kleinen Familienverbänden. Bis jetzt wurden nur Trupps mit einer maximalen Individuenzahl von 18 Tieren beobachtet. Sie hält sich überwiegend an Seen und schnell fließenden Gewässern in bewaldeten Regionen auf. Sie wird gelegentlich jedoch auch an langsam fließenden Gewässern, in Lagunen und mehr offenen Landschaften beobachtet. In den Tälern der Anden kommt sie bis in Höhenlagen von 1500 Metern über NN vor.

## Nahrung
Angaben zur Ernährung der Art stammen überwiegend aus einer Analyse der Mageninhalte von vier Enten. Diese enthielten überwiegend Wurzeln, Samen sowie Pflanzenbestandteile wie Stängel und Blätter von Wasserpflanzen. In zwei Mägen wurden zu einem geringen Anteil auch Wasserinsekten gefunden. Kupferspiegelenten finden ihre Nahrung überwiegend gründelnd. Sie grasen außerdem an Land. 

## Fortpflanzung
Kupferspiegelenten besetzen sehr große Brutreviere. Die Fortpflanzungsperiode startet in den Monaten September bis Oktober. Die Eiablage erfolgt in den Monaten Oktober und November. Die Jungen schlüpfen in den Monaten Dezember bis Anfang Januar.
Das Nest wird am Boden errichtet und findet sich häufig auf kleinen Inselchen im Wasser. Die Nestmulde ist dicht mit Daunen ausgelegt. Die Eier sind cremefarben bis hellbraun und messen 63,6 × 44,2 Millimeter. Ein Vollgelege enthält in der Regel vier bis sechs Eier. Es brütet allein das Weibchen. Bei in menschlicher Obhut gehaltenen Kupferspiegelenten betrug die Brutzeit 30 Tage. Das Männchen ist an der Führung der Küken beteiligt. Die Mortalitätsrate der Küken ist verhältnismäßig gering, was die, verglichen mit anderen Entenarten, geringe Gelegegröße ausgleicht.

## Haltung in Europa
Kupferspiegelenten wurden bislang nur selten nach Europa importiert. Die Welterstzucht in menschlicher Obhut gelang 1964 dem britischen Wildfowl Trust. Die Art wird heute häufiger von Privatpersonen gehalten. In Zoos wird sie dagegen nur selten gezeigt. Die Art gilt als robust und winterhart. Sie ist jedoch bei Paarhaltung aggressiv gegenüber anderen Enten, die in derselben Anlage gehalten werden. 

## Belege